# 프랭크 캐프라
프랭크 러셀 카프라(영어: Frank Russel Capra, 1897년 5월 18일 ~ 1991년 9월 1일)는 시칠리아 태생의 미국의 영화 감독이다. 2차 세계 대전 때 전쟁 홍보 영화를 적극적으로 제작하기도 했다.

## 작품
- 1959년: 머리 속의 구멍 (A Hole in the Head)
- 1951년: 신랑이 여기에 온다 (Here Comes the Groom)
- 1948년: 스테이트 오브 더 유니온 (State of the Union)
- 1946년: 멋진 인생 (It's a Wonderful Life)
- 1944년: 아세닉 엔 올드 레이스 (Arsenic And Old Lace)
- 1941년: 게리 쿠퍼의 재회 (Meet John Doe)
- 1939년: 스미스씨 워싱턴 가다 (Mr. Smith Goes to Washington)
- 1938년: 우리들의 낙원 (You Can't Take It With You)
- 1937년: 잃어버린 지평선 (Lost Horizon)
- 1936년: 디즈씨 도시에 가다 : 천금을 마다한 사나이 (Mr. Deeds Goes to Town)
- 1933년: 하루 동안의 숙녀 (Lady For A Day)
- 1932년: 미국의 광기 (American Madness)
- 1931년: 플래티넘 블론드 (Platinum Blonde)